# Carthage, Texas
Carthage là một thành phố thuộc quận Panola, tiểu bang Texas, Hoa Kỳ. Năm 2010, dân số của xã này là 6779 người.

## Dân số
- Dân số năm 2000: 6664 người.
- Dân số năm 2010: 6779 người.